# Fachunternehmen
Als Fachunternehmen wird ein Unternehmen mit fachlicher Kompetenz auf einem bestimmten Sektor bezeichnet. Von verschiedenen Branchenverbänden wie z. B. dem Deutschen Verein des Gas- und Wasserfaches werden Zertifikate zum Nachweis der Qualifikation der Unternehmen verliehen. In dem Zertifizierungsverfahren werden die Unternehmen nach festgelegten Kriterien überprüft. Grundlage hierfür ist meist eine fachspezifische Anlehnung an das Qualitätsmanagement nach DIN EN ISO 9001.

## Beispiele für Kriterien zur Zertifizierung von Fachunternehmen
- Unternehmensstruktur
- Organisation von Arbeitsabläufen
  - fachgerechte Dokumentation der Arbeitsgrundlagen
  - Qualitätsmanagementhandbuch
  - Wissensmanagement
- qualifiziertes Personal
  - Unterweisung und Fortbildung des Fachpersonals
  - Beauftragung Dritter
  - Bereitschaftsdienst
- geeignete technische Ausrüstung

## Begriffsverwendung in der Bauwirtschaft
In der Bauwirtschaft werden Bauunternehmen auch  als Fachunternehmer bezeichnet, wenn sie als Alleinunternehmer tätig sind. Das Fachunternehmen ist in der Regel auf einen oder mehrere Leistungsbereiche (Gewerke) der Bauausführung spezialisiert, während ein Generalunternehmer alle Bauleistungen zur Fertigstellung eines Bauwerks organisiert und ausführt, oder an Subunternehmer vergibt. Ein Generalübernehmer übernimmt zusätzlich auch noch die Planungsleistungen.
Die Vergabe in Fachlosen an Fachunternehmer ist meist kostengünstiger als die Vergabe eines Gesamtpakets an einen Generalunternehmer (vgl. § 97 Abs. 3 GWB sowie § 4 Nr. 2 VOB/A), da in den Angeboten des Generalunternehmers Zuschläge für den Koordinationsaufwand einkalkuliert sind. Diese Zuschläge entfallen bei der Fachlosvergabe, da die Koordination vom Bauherrn bzw. dem von ihm beauftragten Architekturbüro übernommen wird.